# Ертгольмен
Ертгольмен (дан. Ertholmene) — архіпелаг з трьох островів у південно-західній частині Балтійського моря. Належить Данії. Загальна площа — 0,39 км².
Єдиний населений пункт — Кристіансьо (дан. Christiansø). Населення (2012 р.) — 103 чол.

## Географія

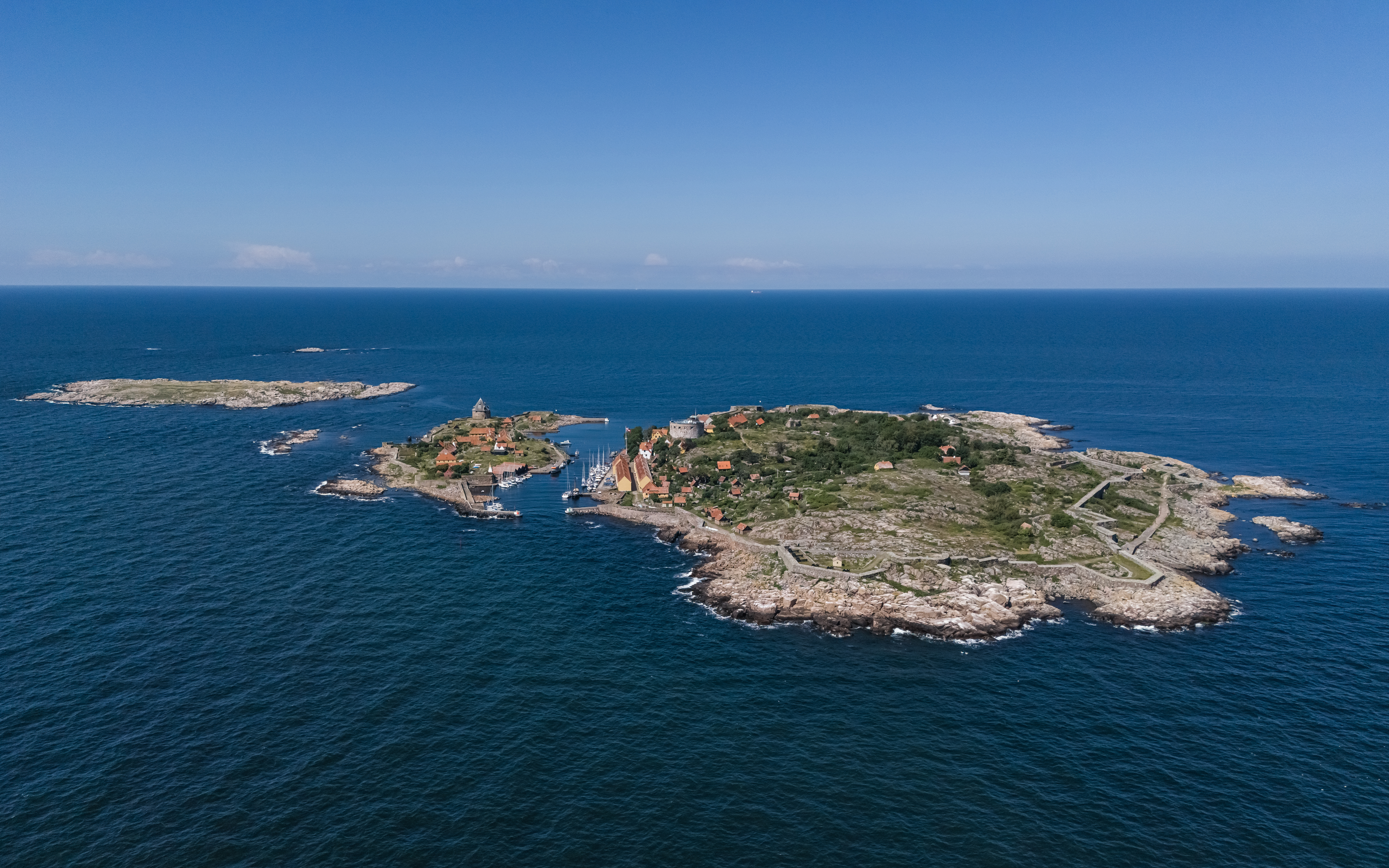
Ертгольмен 2024 р.

Архіпелаг Ертгольмен знаходиться у 17,9 км на північний схід від острову Борнгольм. Складається з трьох островів:
- Острів Кристіансьо (22,3 га)
- Острів Фредериксьо (4 га)
- Острів Грасгольм (11 га)

Заселені тільки перші два острови. Окрім того, до складу архіпелагу входить декілька безлюдних скель, які разом з Грасгольмом утворюють пташиний заповідник.
Найвища точка — пагорб Мьольбакен (22 метри), на острові Кристіансьо. Площа найбільшого острову архіпелагу Кристіансьо, приблизно дорівнює площі українського острову Зміїний — площа Зміїного за різними даними — 17 або 20,5 га.

| Данія | Це незавершена стаття з географії Данії. Ви можете допомогти проєкту, виправивши або дописавши її. |